# Химерный вирус
Химерный вирус — новый гибридный вирус, созданный путём объединения фрагментов нуклеиновой кислоты из двух или более различных вирусов, в которых каждый из по меньшей мере двух фрагментов содержит основные гены, необходимые для репликации.
Химерные флавивирусы были созданы в попытке создать новые живые ослабленные вакцины.

## В качестве биологического оружия
Объединение двух патогенных вирусов увеличивает летальность нового вируса, поэтому были случаи, когда химерные вирусы рассматривались для использования в качестве биологического оружия. Например, в проекте «Химера» в конце 1980-х годов в Советском Союзе была предпринята попытка объединить ДНК возбудителей венесуэльского лошадиного энцефалита, оспы и вируса Эбола. Также была изучена комбинация вирусов оспы человека и обезьяньей оспы.

## Применение в медицине
Исследования показали, что химерные вирусы могут быть разработаны таким образом, чтобы иметь медицинские преимущества. Управление по санитарному надзору за качеством пищевых продуктов и медикаментов США (FDA) недавно одобрило использование химерных антигенных рецепторов (CAR) для лечения рецидивирующей неходжкинской лимфомы. Благодаря введению химерного антигенного рецептора в Т-клетки, Т-лимфоциты становятся более эффективными в идентификации и атаке опухолевых клеток. Также ведутся исследования по созданию химерной вакцины против четырёх типов вируса Денге, однако пока эти разработки не увенчались успехом.